# Karnyothrips prolatus
Karnyothrips prolatus är en insektsart som beskrevs av Ian A. Hood 1957. Karnyothrips prolatus ingår i släktet Karnyothrips och familjen rörtripsar. Inga underarter finns listade i Catalogue of Life.